# فلورا دومیتراکه
فلورا دومیتراکه (رومانیایی: Florea Dumitrache; ۲۲ مهٔ ۱۹۴۸ – ۲۶ آوریل ۲۰۰۷) بازیکن فوتبال اهل رومانی بود.
از باشگاه‌هایی که در آن بازی کرده‌است می‌توان به باشگاه فوتبال دینامو بخارست و باشگاه فوتبال راپید بخارست اشاره کرد.
وی همچنین در تیم ملی فوتبال رومانی بازی کرده‌است.